# Huszyn
Huszyn (ukr. Гішин) – wieś na Ukrainie w rejonie kowelskim obwodu wołyńskiego.
Znajduje tu się przystanek kolejowy Huszyn, położony na linii Kowel – Kamień Koszyrski.